# Françoise Bonnot
Françoise Bonnot (17 de agosto de 1939 – París, 9 de junio de 2018) fue una editora de montaje de cine francesa, responsable de más de 40 títulos.

## Biografía
Bonnot era hija de Monique Bonnot, montadora de numerosas películas de Jean-Pierre Melville. En su primer trabajo, Françoise Bonnot fue la ayudante de su madre en la película de Melville de 1959, Dos hombres en Manhattan (1959). Ambas fueron coeditoras de la película de 1962, Un mono en invierno dirigida por Henri Verneuil. Durante ese tiempo se casó con Verneuil con el que editó tres películas más en la década de los 60. Bonnot editó la película de Melville El ejército de las sombras (L'armée des ombres) de 1969. Esta película trata sobre los combatientes de la resistencia francesa durante la Segunda Guerra Mundial y se apartó de las películas policiales y de crimen más características de Melville. Bonnot comentó más tarde que Melville «... me conocía desde que tenía ocho años. Era como trabajar con mi hermano mayor. Era un personaje fascinante, encantador, divertido y tiránico».
En 1968, Bonnot comenzó a colaborar con el director Costa-Gavras en una relación profesional que se prolongó durante los 30 años siguientes. Su primer trabajo juntos fue Z (1969); James Berardinelli escribió recientemente que «Z fue el tercer largometraje del griego Costa-Gavras, pero fue la película que lo capturó a nivel mundial, ganando el Óscar a la Mejor Película de Habla No Inglesa. Introdujo el enfoque característico del director: combinar mensajes políticos abiertos con una tensión que lo mantiene en vilo». Después de "Z", su película más reconocida juntos es probablemente Desaparecido (1982). Su última película juntos fue Mad City (1997).
A lo largo de su vida, Bonnot editó las películas dirigidas por Julie Taymor, quien se había destacado principalmente como directora de escena. Entre sus películas figuran Frida (2002) y La tempestad (2010).
Bonnot ganó el Óscar al mejor montaje por Z (1969), y el BAFTA al mejor montaje por Desaparecido (1982). Fue nominado en tres ocasiones a los César al mejor montaje. Fue elegida para ser miembro en el American Cinema Editors.
Bonnot y Henri Verneuil tuvieron dos hijos. Uno de ellos, Patrick Malakian, editó la película de 1994 Pourquoi maman est dans mon lit?.

## Filmografía
- 1962 : Un mono en invierno (Un singe en hiver) (dir. Henri Verneuil)
- 1963 : Gran jugada en la Costa Azul (Mélodie en sous-sol) (dir. Henri Verneuil)
- 1967 : La hora 25 (La Vingt-cinquième Heure) (dir. Henri Verneuil)
- 1968 : Los cañones de San Sebastián (La Bataille de San Sebastian) (dir. Henri Verneuil)
- 1969 : Z (dir. Costa-Gavras)
- 1969 : El ejército de las sombras (L'Armée des ombres) (dir. Jean-Pierre Melville)
- 1970 : La confesión (L'Aveu) (dir. Costa-Gavras)
- 1971 : 4 Moscas sobre terciopelo gris (4 mosche di velluto grigio) (dir. Dario Argento)
- 1972 : Beau Masque (dir. Bernard Paul)
- 1972 : Estado de sitio (État de siège) (dir. Costa-Gavras)
- 1973 : Muerte en Roma (Rappresaglia) (dir. George Cosmatos)
- 1974 : Tamaño natural (dir. Luis García Berlanga)
- 1975 : Sección especial (Section spéciale) (dir. Costa-Gavras)
- 1975 : Le Futur aux trousses (dir. Dolorès Grassian)
- 1976 : El quimérico inquilino (Le Locataire) (dir. Roman Polanski)
- 1976 : Blanco y negro en color (Noirs et blancs en couleur) (dir. Jean-Jacques Annaud)
- 1976 : El puente de Casandra (The Cassandra Crossing) (dir. George Cosmatos)
- 1977 : Le passé simple (dir. Michel Drach)
- 1978 : Hombre objeto (Le Dernier Amant romantique) (dir. Just Jaeckin)
- 1978 : Judith Therpauve (dir. Patrice Chéreau)
- 1979 : Una mujer singular (Clair de femme) (dir. Costa-Gavras)
- 1980 : Chère inconnue (dir. Moshé Mizrahi)
- 1981 : Un sucio negocio (Une sale affaire) (dir. Alain Bonnot)
- 1982 : Desaparecido (Missing) (dir. Costa-Gavras)
- 1983 : Hanna K. (dir. Costa-Gavras)
- 1984 : El amor de Swann (Un amour de Swann) de Volker Schlöndorff
- 1984 : Top Secret! (dir. Zucker, Abrahams and Zucker)
- 1984 : El primero de la lista negra (Liste noire) (dir. Alain Bonnot)
- 1985 : Manhattan Sur (Year of the Dragon) (dir. Michael Cimino)
- 1987 : El siciliano (The Sicilian) (dir. Michael Cimino)
- 1989 : Creadores de sombras (Fat Man and Little Boy) (dir. Roland Joffé)
- 1991 : The Plant (dir. Alexandre Gavras) (short film)
- 1992 : 1492: La conquista del paraíso (1492: Conquest of Paradise) (dir. Ridley Scott)
- 1994 : Pourquoi maman est dans mon lit ? (dir. Patrick Malakian)
- 1996 : L'Appartement (The Apartment) (dir. Gilles Mimouni)
- 1997 : Mad City (dir. Costa-Gavras)
- 1998 : Place Vendôme (dir. Nicole Garcia)
- 1999 : Titus (dir. Julie Taymor)
- 2000 : Disappearing Acts  (dir. Gina Prince-Bythewood) (TV film)
- 2002 : Frida (dir. Julie Taymor)
- 2004 : Around the Bend (dir. Jordan Roberts)
- 2007 : Across the Universe (dir. Julie Taymor)
- 2010 : La tempestad (dir. Julie Taymor)
- 2010 : Un balcon sur la mer (dir. Nicole Garcia)
- 2011 : El Gusto (dir.  Safinez Bousbia)

## Premios y nominaciones
Premios Óscar
| Año  | Categoría              | Película | Resultado |
| ---- | ---------------------- | -------- | --------- |
| 1969 | Óscar al mejor montaje | Z        | Ganadora  |